# Stazione di Caselle Torinese
La stazione di Caselle Torinese è una fermata della ferrovia Torino-Ceres. Serve il centro abitato di Caselle Torinese, nella città metropolitana di Torino.

## Storia
Nei primi anni 2000 è stato effettuato l'interramento della ferrovia nel tratto di attraversamento del comune di Caselle, e la fermata è stata costruita interrata, con due binari, mentre l'edificio della vecchia stazione è stato abbandonato: un murale nei pressi della piazza antistante ricorda il precedente passaggio del treno in superficie.
Precedemente gestita dal Gruppo Torinese Trasporti (GTT), dal 1° gennaio 2024 è gestita da Rete Ferroviaria Italiana (RFI).

## Strutture e impianti
La fermata sotterranea ha 2 binari.

## Movimento
La fermata fino all'estate 2023 è stata servita dai treni operati da GTT in servizio sulla vecchia linea SFM A del Servizio ferroviario metropolitano di Torino. Dalla sua riapertura, avvenuta il 20 gennaio 2024, è servita dai treni regionali in servizio sulle linee SFM 4 e SFM 7 del Servizio ferroviario metropolitano di Torino, operati da Trenitalia nell'ambito del contratto di servizio stipulato con la Regione Piemonte. Dal 15 dicembre 2024, nella stazione fermano anche i treni della linea SFM 6 da Asti.

## Servizi
La stazione dispone di:
- Biglietteria automatica
- Servizi igienici

## Interscambi
La fermata è servita da diverse linee bus extraurbane.